# Domingo I de Ávila
Domingo, llamado también Domingo Blasco según el cronista Gil González Dávila, fue un religioso castellano, que fue obispo de Ávila, el primero con este nombre, y que ocupó la sede abulense entre 1182 y 1187. 
González Dávila sitúa su muerte en 1182, y señala como sucesor a un tal Diego, del que no se tienen noticias. Por otra parte, Carlos de Ayala sitúa a Domingo entre Sancho II y otro Domingo, que inicia su episcopado en 1187, desapareciendo cualquier referencia a Diego.
Domingo fue un obispo que tuvo un papel importante y activo en la política castellana. Aparece documentado, junto con el arzobispo Gonzalo de Toledo, entre otras, en las conversaciones de paz entre los reinos de Castilla y León celebradas en la ciudad de Paradinas de San Juan, que fructificaron en el acuerdo firmado el 2 de febrero de 1183 entre las partes y condujeron a la paz definitiva de ambos reinos. Según González Dávila, Domingó está enterrado en la catedral de Ávila, en la capilla del apóstol Santiago.